# 西新宿五丁目駅
西新宿五丁目駅（にししんじゅくごちょうめえき）は、東京都新宿区西新宿五丁目にある、東京都交通局（都営地下鉄）大江戸線の駅。駅番号はE 29。「清水橋」（しみずばし）の副名称が設定されている。
読み仮名が12文字あり、東京の地下鉄駅としては読み仮名で最も長い。

## 歴史
当駅は、東京都庁の（千代田区丸の内・有楽町から）新宿区西新宿への移転により設置された駅の一つである。
計画段階での大江戸線（放射部）は光が丘・練馬地区から新宿駅への接続を目的としていたため、中野坂上 - 青梅街道 - 新宿駅の経路（丸ノ内線の直下を並行）を辿る事が予定されていた。その後、東京都庁の西新宿移転が現実となり、都庁へのアクセス路線としての機能も付加された。このため経路は修正され、工事の容易さや都庁舎建設予定地との兼ね合いから、今日の中野坂上 - 清水橋交差点付近 - 新宿中央公園 - 東京都庁 - 新宿駅を結ぶ経路が採用された。この経路変更に伴い、中野坂上と東京都庁の中間に当駅が設置される事になった。なお、当初の計画経路上を通る丸ノ内線は、東京都庁の西新宿移転の5年後、同路線に西新宿駅が新設された。

### 年表
- 1997年（平成9年）12月19日：都営12号線の駅として開業[3]。
- 2000年（平成12年）4月20日：都営12号線を大江戸線に改称。
- 2007年（平成19年）3月18日：ICカード「PASMO」の利用が可能となる[6]。
- 2013年（平成25年）4月27日：ホームドア供用開始。これにより、都営大江戸線の全駅でホームドアが供用された。

### 駅名の由来
副名称の清水橋の由来は、近辺を流れていた神田川の支流である和泉川に架かっていた「清水橋」から来ている。この支流は1964年に暗渠化され、現在は遊歩道になっている。橋の名前は駅近くの交差点の名として残している。駅所在地は新宿区であるが、清水橋は渋谷区にある（国立競技場駅の副駅名称「東京体育館前」も同様のケース）。
なお、開業前の仮駅名は十二社（じゅうにそう）であった。

## 駅構造
島式ホーム1面2線の地下駅。

### のりば
| 番線 | 路線         | 行先             |
| ---- | ------------ | ---------------- |
| 1    | 都営大江戸線 | 六本木・大門方面 |
| 2    | 都営大江戸線 | 練馬・光が丘方面 |

（出典：都営地下鉄:駅構内図）

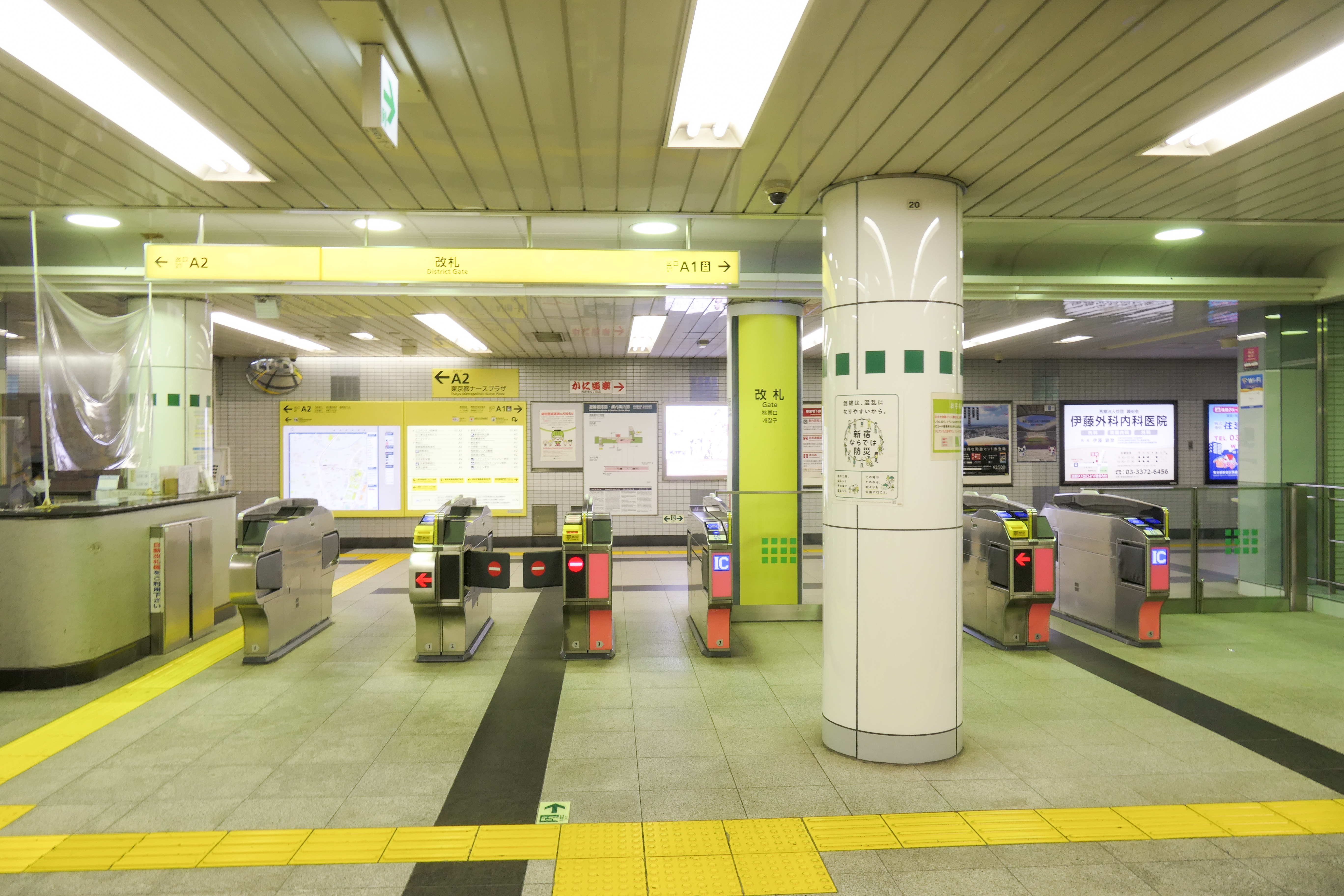
改札口（2022年12月）
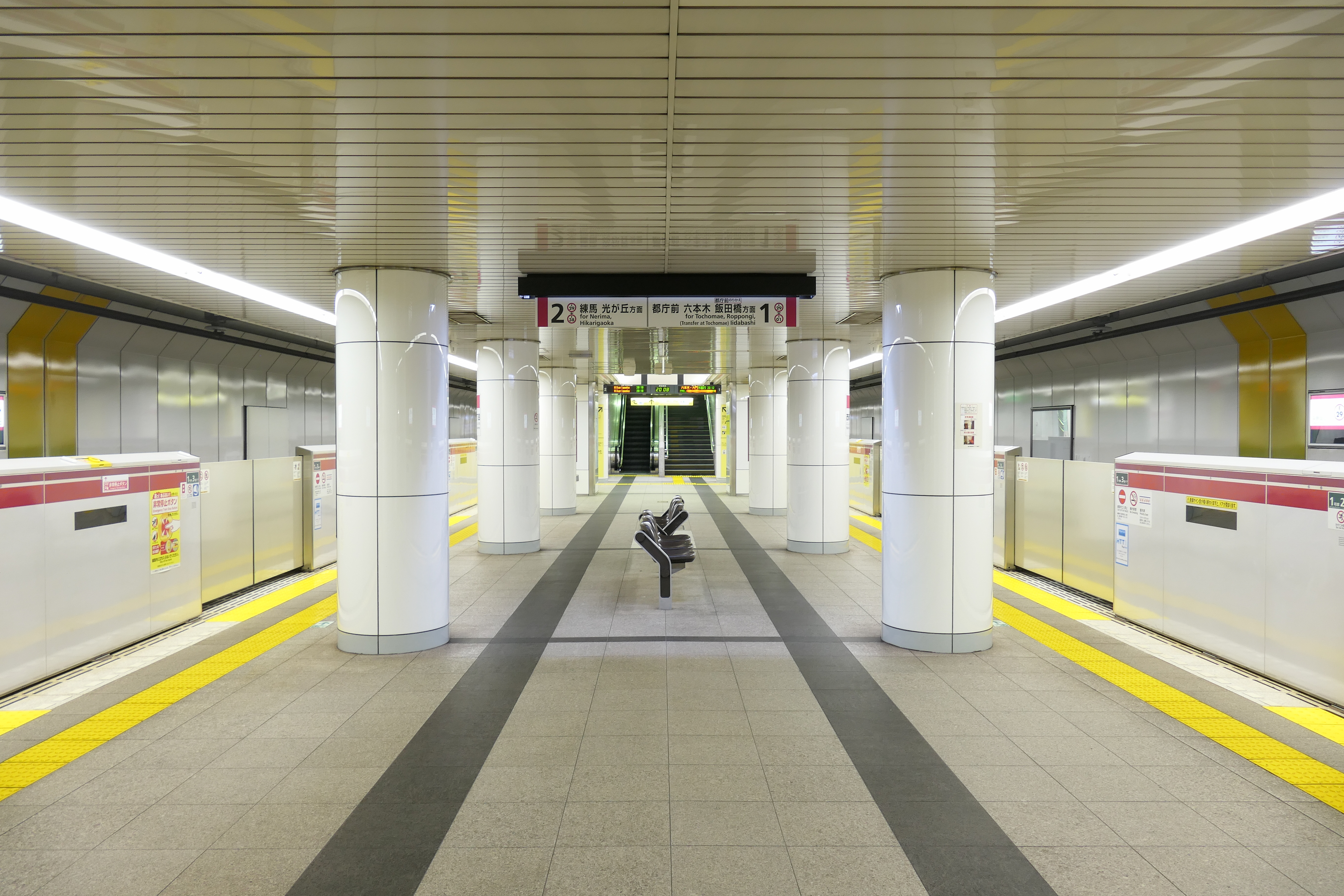
ホーム（2022年12月）

## 利用状況
2023年（令和5年）度の1日平均乗降人員は31,076人（乗車人員：15,935人、降車人員：15,141人）である。
開業以来の1日平均乗降・乗車人員の推移は下表の通りである。
| 年度               | 1日平均 乗降人員 | 1日平均 乗車人員 | 出典     |
| ------------------ | ---------------- | ---------------- | -------- |
| 1997年（平成09年） |                  | 2,146            | [ * 1 ]  |
| 1998年（平成10年） |                  | 2,847            | [ * 2 ]  |
| 1999年（平成11年） |                  | 3,410            | [ * 3 ]  |
| 2000年（平成12年） | 10,210           | 4,860            | [ * 4 ]  |
| 2001年（平成13年） | 14,986           | 7,497            | [ * 5 ]  |
| 2002年（平成14年） | 17,225           | 8,661            | [ * 6 ]  |
| 2003年（平成15年） | 18,909           | 9,426            | [ * 7 ]  |
| 2004年（平成16年） | 19,759           | 9,945            | [ * 8 ]  |
| 2005年（平成17年） | 20,579           | 10,411           | [ * 9 ]  |
| 2006年（平成18年） | 21,014           | 10,641           | [ * 10 ] |
| 2007年（平成19年） | 22,805           | 11,601           | [ * 11 ] |
| 2008年（平成20年） | 24,235           | 12,371           | [ * 12 ] |
| 2009年（平成21年） | 25,426           | 12,950           | [ * 13 ] |
| 2010年（平成22年） | 25,992           | 13,260           | [ * 14 ] |
| 2011年（平成23年） | 25,895           | 13,201           | [ * 15 ] |
| 2012年（平成24年） | 27,355           | 13,879           | [ * 16 ] |
| 2013年（平成25年） | 29,166           | 14,826           | [ * 17 ] |
| 2014年（平成26年） | 30,220           | 15,385           | [ * 18 ] |
| 2015年（平成27年） | 31,375           | 16,008           | [ * 19 ] |
| 2016年（平成28年） | 32,189           | 16,441           | [ * 20 ] |
| 2017年（平成29年） | 33,348           | 17,039           | [ * 21 ] |
| 2018年（平成30年） | 36,090           | 18,569           | [ * 22 ] |
| 2019年（令和元年） | 36,022           | 18,484           | [ * 23 ] |
| 2020年（令和02年） | 25,342           | 12,930           |          |
| 2021年（令和03年） | 25,319           | 12,914           |          |
| 2021年（令和03年） | 27,336           | 13,954           |          |
| 2023年（令和05年） | 31,076           | 15,935           |          |

## 駅周辺
新宿区の西新宿四丁目と五丁目のちょうど境界上に位置する。駅周辺はオフィスと昔からの住宅などが混在している。また、この地は渋谷区や中野区との境界に近く、A2出口から渋谷区本町三丁目の町域まで50メートル、中野区弥生町一丁目の町域まで300メートル程度しか離れていない。
- 渋谷区役所本町出張所
- 西新宿四丁目郵便局
- 東放学園
  - 東放学園音響専門学校
  - 東放学園映画専門学校
    - STUDIO Dee（ライブハウス）

  - 専門学校東京アナウンス学院
  - 東放学園高等専修学校
- 東京都交通局渋谷自動車営業所新宿支所
- 関東国際高等学校
- 新宿区立新宿養護学校
- 渋谷区立渋谷本町学園
- 駒ヶ嶺医院
- 峰岸医院
- 伊藤園本社
- 一般社団法人東京都自動車整備振興会
- 東急ステイ西新宿
- アパホテル&リゾート 西新宿五丁目駅タワー
- 清水橋交差点
  - 東京都道317号環状六号線（山手通り）
  - 東京都道432号淀橋渋谷本町線
  - 東京都道14号新宿国立線（方南通り）

### バス路線
西新宿五丁目駅
- 京王バス
  - 宿32系統：新宿駅西口行 / 佼成会聖堂前行
  - 宿33系統：新宿駅西口行 / 永福町行
  - 宿35系統：新宿駅西口行 / 杏林大学杉並病院行
  - 030系統：バスターミナル東京八重洲行 / 永福町行

## 隣の駅
東京都交通局（都営地下鉄）
 都営大江戸線
都庁前駅 (E 28) - 西新宿五丁目駅 (E 29) - 中野坂上駅 (E 30)